# 阮紳
阮紳（越南语：／；1854年—1914年），字石池（越南语：／），越南阮朝官員，南越和北越的輿論都認為他是越奸和賣國賊。

## 生平
阮紳是廣義省思義府慕德縣歌德總石柱村人，嗣德七年（1854年）出生。祖父阮功綏曾任建昌知府，父親阮縉為靖蠻剿撫使。
嗣德年間，阮紳在廣義軍營中擔任官職。咸宜元年（1885年）五月，尊室說為了反抗法國殖民統治，帶著咸宜帝前往廣治省，並下詔勤王，勤王運動爆發。平定義軍佔領了平定省。阮紳接到勤王詔後，也準備起兵勤王。但隨後，法國人另立堅江郡公阮福膺豉為同慶帝。阮紳轉而服從新帝。同慶帝任命阮紳為義定山防剿撫使，鎮壓廣義和平定二省義軍。同慶元年（1886年）五月，升授兵部左參知，晉封延祿男，兼理廣義軍務，仍充平定招討處置使。
成泰二年（1890年），阮紳抓獲義軍統帥黃卷和武維新；同年因軍功獲賜一枚大項金錢。成泰四年（1892年）四月，阮紳升授工部尚書，不久又充機密院大臣，仍兼任義定廣南三省防務；同年九月，改任兵部尚書。成泰五年（1893年）三月，改任平富總督。成泰七年（1895年）閏五月，充任欽命節制軍務大臣。成泰八年（1896年）二月，殖民政府嘉獎阮紳彰義院三項佩星，阮朝晉封其為延祿伯（越南语：／）；同年五月，以協辦大學士銜再充機密院大臣，不久升授武顯殿大學士，充任輔政大臣。

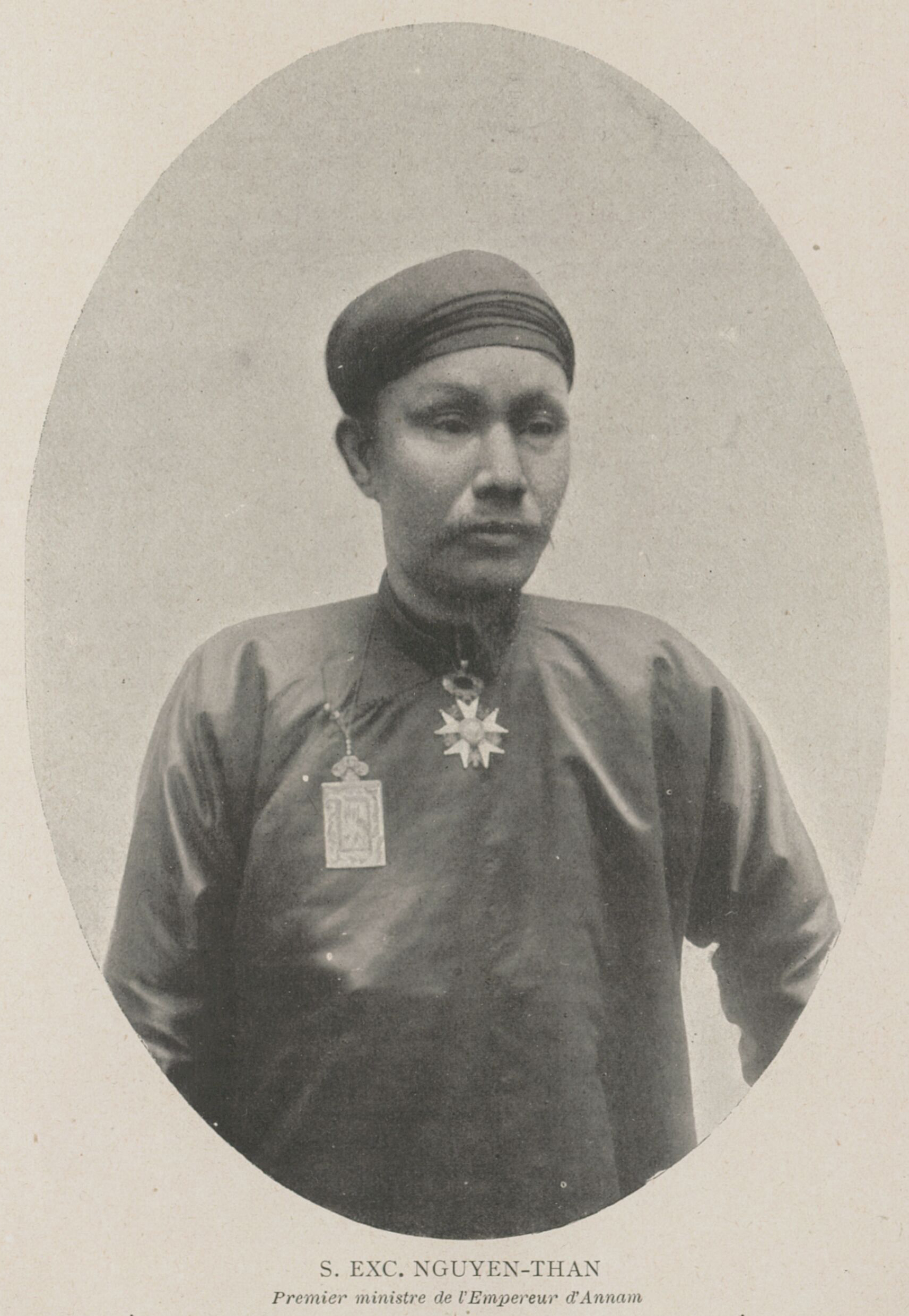
阮紳

成泰九年（1897年）正月，阮紳之女阮氏媖由懋嬪晉封為皇貴妃；同年六月，阮紳晉升為文明殿大學士；九月，輔政府與機密院合併，阮紳擔任吏部尚書，繼續任輔政大臣一職，並充任機密院大臣。成泰十一年（1899年）四月，阮紳晉封為延祿郡公（越南语：／）。成泰十二年（1900年）八月，成泰帝封皇弟阮福寶巑為宣化郡公，並選阮紳庶女阮氏婷賜婚。
成泰十三年（1901年）十一月，升授勤政殿大學士，兼管欽天監事務。成泰十四年（1902年）正月，阮紳奉命出使法國，刑部參知阮有排隨行。同年十一月，阮紳和延茂郡公黃高啟相處不和，二人同時上疏稱病，請求致事。成泰帝厭惡二人爭鬥，同意二人致事，並以東閣大學士刑部尚書阮有𧩡權理吏、兵和工三部尚書。
維新二年（1908年）九月，退休在家的阮紳獲賜一面金磬。維新七年（1913年）正月，阮紳六十大壽，獲賜一面大項金磬，上刻“勳望耆碩”四字。
維新八年（1914年）七月，阮紳在順化因病不治去世，壽六十一歲。追贈太傅銜。

## 子女
- 子

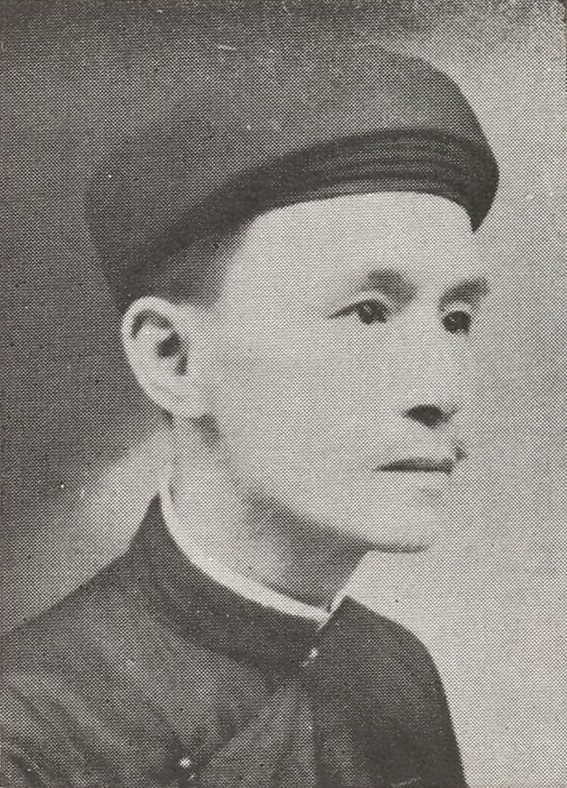
阮紳之子阮繥

  - 阮繼，曾任鴻臚寺卿、辦理兵部，成泰年間與父親阮紳和叔父阮紋合作整理、刊刻祖父阮縉的《撫蠻雜錄》[4]，尚育德帝长女美良公主阮玉巽隨
  - 阮繥，娶美良公主阮玉巽隨之女
- 女
  - 阮氏媖，成泰帝皇貴妃，維新帝嫡母
  - 阮氏婷，宣化王阮福寶巑元配
  - 嫁張光憻之子張光惪